# Torneo de Hamburgo 2023
El Torneo de Hamburgo 2023, también conocido como el Hamburg European Open 2023, fue un torneo de tenis perteneciente al ATP Tour 2023 en la categoría ATP Tour 500, y a la WTA Tour 2023 en la categoría WTA 250. El torneo se jugó sobre tierra batida en el Am Rothenbaum en la ciudad de Hamburgo (Alemania) desde el 24 hasta el 30 de julio de 2023.

## Distribución de puntos
| Categoria            | G   | F   | SF  | CF  | R16 | R32 | C  | C2 | C1 |
| Individual masculino | 500 | 330 | 200 | 100 | 50  | 0   | 25 | 13 | 0  |
| Dobles masculino     | 500 | 300 | 180 | 90  | –   | –   | 45 | 25 | 0  |

| Modalidad           | Campeona | Finalista | Semifinales | Cuartos de final | 2.ª ronda | 1.ª ronda | Clasificadas | 3.ª ronda de clasificación | 2.ª ronda de clasificación | 1.ª ronda de clasificación |
| Individual femenino | 280      | 180       | 110         | 60               | 30        | 1         | 18           | 14                         | 10                         | 1                          |
| Dobles femenino     | 280      | 180       | 110         | 60               | -         | 1         | -            | -                          | -                          | -                          |

## Cabezas de serie

### Individuales masculino
| Tenista                 | Ranking | Preclasificado |
| Casper Ruud             | 4       | 1              |
| Andrey Rublev           | 7       | 2              |
| Lorenzo Musetti         | 16      | 3              |
| Alexander Zverev        | 19      | 4              |
| Francisco Cerúndolo     | 20      | 5              |
| Tomás Martín Etcheverry | 34      | 6              |
| Alejandro Davidovich    | 35      | 7              |
| Miomir Kecmanović       | 44      | 8              |

- Ranking del 17 de julio de 2023.[2]

### Dobles masculino
| Tenista                          | Ranking | Preclasificado |
| Lloyd Glasspool Harri Heliövaara | 24      | 1              |
| Ivan Dodig Mate Pavić            | 25      | 2              |
| Kevin Krawietz Tim Puetz         | 38      | 3              |
| Sander Gillé Joran Vliegen       | 50      | 4              |

### Individuales femenino
| Tenista          | Ranking | Preclasificado |
| Donna Vekić      | 22      | 1              |
| Mayar Sherif     | 38      | 2              |
| Bernarda Pera    | 39      | 3              |
| Jasmine Paolini  | 52      | 4              |
| Julia Grabher    | 58      | 5              |
| Yulia Putintseva | 60      | 6              |
| Arantxa Rus      | 62      | 7              |
| Camila Osorio    | 74      | 8              |

- Ranking del 17 de julio de 2023.

### Dobles femenino
| Tenista                            | Ranking | Preclasificado |
| Anna Danilina Alexandra Panova     | 103     | 1              |
| Miriam Kolodziejová Angela Kulikov | 123     | 2              |
| Anna-Lena Friedsam Nadiia Kichenok | 166     | 3              |
| Vivian Heisen Ingrid Neel          | 187     | 4              |

## Campeones

### Individual masculino
Alexander Zverev venció a  Laslo Djere por 7-5, 6-3

### Individual femenino
Arantxa Rus venció a  Noma Noha Akugue por 6-0, 7-6(7-3)

### Dobles masculino
Kevin Krawietz /  Tim Puetz vencieron a  Sander Gillé /  Joran Vliegen por 7-6(7-4), 6-3

### Dobles femenino
Anna Danilina /  Alexandra Panova vencieron a  Miriam Kolodziejová /  Angela Kulikov por 6-4, 6-2